# Häringer-Heimathaus

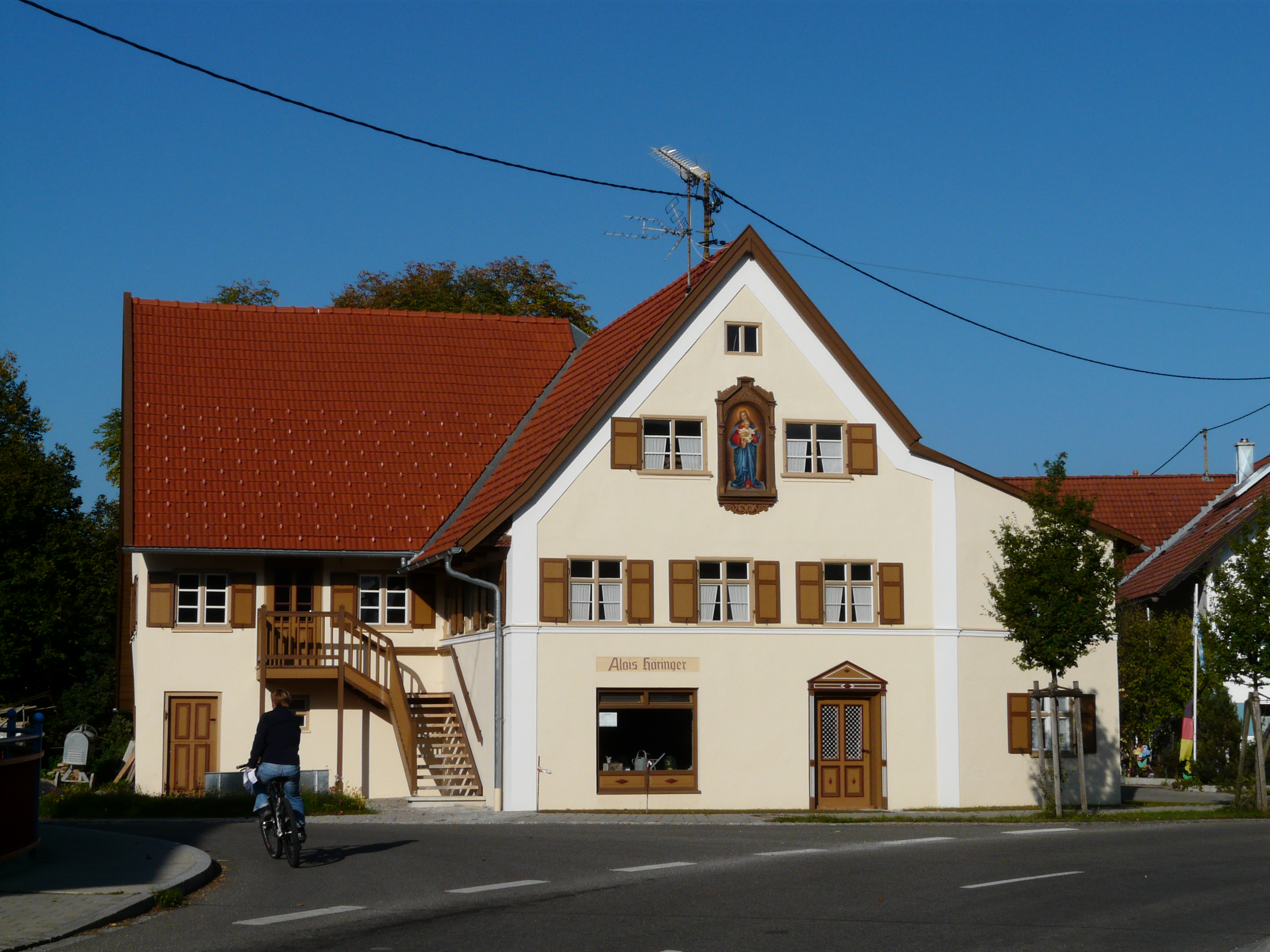
Häringer-Heimathaus in Unterthingau

Das Häringer-Heimathaus in Unterthingau, einer Gemeinde im schwäbischen Landkreis Ostallgäu in Bayern, wurde im Kern in der zweiten Hälfte des 18. Jahrhunderts errichtet. Das Gebäude an der Kemptener Straße 1 ist ein geschütztes Baudenkmal.

## Geschichte
Der zweigeschossige Satteldachbau mit angeschlossenem Wirtschaftsteil wurde um 1830/40 verändert und erweitert.
Im Jahr 2007 hat die Gemeinde Unterthingau das Gebäude erworben. Im Haus befinden sich neben dem historischen Kramerladen ein Festsaal, der für standesamtliche Trauungen und Veranstaltungen genutzt wird. Der Stadel und das Wohngebäude, mit Malereien aus dem 19. Jahrhundert, dienen als Heimatmuseum.
Der Förderverein Häringer-Heimathaus erhielt im Jahr 2015 die Denkmalschutzmedaille des Freistaates Bayern für die vorbildliche Renovierung des Baudenkmals.